# ويل سامبسون
ويل سامبسون (بالإنجليزية: Will Sampson)‏ هو رسام وممثل أمريكي، ولد في 27 سبتمبر 1933 في الولايات المتحدة، وتوفي في 3 يونيو 1987 بهيوستن في الولايات المتحدة بسبب قصور كلوي.

## أعمال

### أفلام
- (1975) أحدهم طار فوق عش الوقواق[3]
- (1976) أوت لاو جوسي ويلز
- (1976) بوفانو بيل والهنود[4]

## وصلات خارجية
- ويل سامبسون على موقع IMDb (الإنجليزية)
- ويل سامبسون على موقع ألو سيني (الفرنسية)
- ويل سامبسون على موقع أول موفي (الإنجليزية)
- ويل سامبسون على موقع قاعدة بيانات الأفلام السويدية (السويدية)
- ويل سامبسون على موقع إن إن دي بي (الإنجليزية)
- ويل سامبسون على موقع قاعدة بيانات الفيلم (الإنجليزية)
- ويل سامبسون على موقع كينوبويسك (الروسية)